# Haagenti
Haagenti – w tradycji okultystycznej, czterdziesty ósmy duch Goecji. Znany również pod imionami Haage i Hage. By go przywołać i podporządkować, potrzebna jest jego pieczęć, która według Goecji powinna być zrobiona z rtęci.
Jest przywódcą (prezydentem) piekła. Rozporządza 33 legionami duchów.
Obdarza ludzi wszelaką mądrością i udziela im wskazówek w różnych sprawach. Potrafi przemieniać wszystkie metale w złoto oraz wodę w wino i na odwrót.
Wezwany, ukazuje się pod postacią potężnego byka ze skrzydłami gryfa, a według Dictionnaire Infernal ze skrzydłami sępa, a na rozkaz przyzywającego przybiera ludzką postać.